# Войсковая Казинка
Войсковая Кази́нка — село в Долгоруковском районе Липецкой области, центр Войсково-Казинского сельского поселения. Село Казинка делится рекой Олым на две деревни: Русская и Войсковая Казинки. Население 199 человек на 2009 год. В селе 3 улицы: Луговая, Садовая и Центральная. Действует средняя общеобразовательная школа.

## Население
| 2010 |
| ---- |
| 197  |